# 93 Мінерва
93 Міне́рва — астероїд головного поясу, відкритий 24 серпня 1867 року американо-канадським астрономом Джеймсом Вотсоном в Анн-Арбор, США. Астероїд названий на честь давньоримської богині мудрості Мінерви.
Тіссеранів параметр щодо Юпітера — 3,314.
Мінерва — великий астероїд з темною вуглецевою поверхнею. 22 листопада 1982 року спостерігалося покриття зорі. За результатами спостережень було визначено діаметр Мінерви, рівний 170,8 ± 1,4 км. Згодом, після обробки даних, отриманих за допомогою інфрачервоної космічної лабораторії IRAS, були уточнені альбедо і діаметр астероїда, рівний 141 ± 4 км.
Мінерва належить до астероїдів типу С, не перетинає орбіту Землі й обертається навколо Сонця за 4,57 юліанського року.

## Супутники
У обсерваторії Кека 16 серпня 2009 року у Мінерви відкриті два природні супутники.
| Супутник      | Радіус орбіти, км | Діаметр, км |
| ------------- | ----------------- | ----------- |
| S/2009 (93) 1 | 630               | 4           |
| S/2009 (93) 2 | 380               | 3           |